# Ferenc Krausz
Ferenc Krausz (* 17. května 1962, Mór) je maďarsko-rakouský fyzik působící v oboru attosekundové fyziky. Je ředitelem Institutu Maxe Plancka pro kvantovou optiku a profesorem experimentální fyziky na Mnichovské univerzitě v Německu. Jeho výzkumný tým vytvořil a změřil první attosekundový světelný puls a použil jej k zachycení pohybu elektronů uvnitř atomů, což znamenalo zrod nového vědního oboru, attofyziky. V roce 2023 získal společně s Pierrem Agostinim a Annou L'Huillierovou Nobelovu cenu za fyziku.

## Akademická kariéra
V letech 1981 až 1985 studoval teoretickou fyziku na Univerzitě Loránda Eötvöse a elektrotechniku na Budapešťské technické a ekonomické univerzitě v Maďarsku. V letech 1987 až 1991 absolvoval doktorát na Technické univerzitě Vídeň v Rakousku a v letech 1991 až 1993 se zde také habilitoval. Následně se stal docentem a profesorem elektrotechniky v té samé instituci. V roce 2003 byl jmenován ředitelem Institutu Maxe Plancka pro kvantovou optiku v Garchingu a v roce 2004 se stal předsedou experimentální fyziky na Mnichovské univerzitě. V roce 2006 spoluzaložil Mnichovské centrum pokročilé fotoniky (MAT) a stal se jedním z jeho ředitelů.

## Vyznamenání a ocenění
- 2006 – medaile za pokrok a čestné stipendium Královské fotografické společnosti[4]
- 2013 – cena Otto Hahna[5]
- 2015 – vybraný laureát Clarivate Citation ve fyzice s Paulem Corkumem „za příspěvky k rozvoji attosekundové fyziky“[6]
- 2016 – člen Německé akademie věd Leopoldina[7]
- 2019 – medaile Vladilena Letochova[8]
- 2022 – Wolfova cena za fyziku s Anne L'Huillierovou a Paulem Corkumem za „průkopnické příspěvky k ultrarychlé laserové vědě a attosekundové fyzice“[9]
- 2022 – cena nadace BBVA s L'Huillierovou a Corkumem[10]
- 2023 – Nobelova cena za fyziku s L'Huillierovou a Pierrem Agostinim za „experimentální metody, které generují attosekundové pulzy světla pro studium dynamiky elektronů v hmotě“[11]